# 叮噹郵件
叮噹郵件（英文：jingle mail），是一個新式英文詞語。指的是當抵押貸款金額遠大於房屋價值時，房主直接拖欠貸款並將房屋鑰匙交還給放款銀行，銀行家稱之為叮噹郵件。通常這會發生在房地產泡沫使導致房價急遽下降時出現的情況，最著名的例子是2008年美國發生的次贷危机。

在正常情況時，貸款人一旦付不起房貸，銀行（或稱放貸人）會毫無猶豫沒收房地產，並將其拍賣以抵消未還完的貸款。但當房地產泡沫發生時，由於有大量的房地產被沒收，買家跟不上數量。因此在貸款大於房價之時，房地產變成了負資產，因此索性直接放棄房地產，將房子主動寄給放貸人，因此美國貸款也將這一些主動送上鑰匙的郵件稱之為叮噹郵件。